# Bochotnica
Bochotnica (jid. באָכאָטניץ, niem. Bochotnitza, ros. Бохотница) – wieś sołecka w Polsce położona w zachodniej części województwa lubelskiego, w powiecie puławskim, w gminie Kazimierz Dolny. Leży nad Bystrą i Wisłą przy drogach wojewódzkich nr 824, 830 i 743, dawna siedziba i własność polskiej szlachty.
Jest jednym z najstarszych ośrodków osadniczych w Małopolsce, zamieszkałym już w okresie pomiędzy VI a X wiekiem. W obrębie wsi archeolodzy odkryli pozostałości siedmiu osad, znajdujących się na wykorzystywanym od wczesnego średniowiecza szlaku handlowym, biegnącym z Rusi przez Lublin, Wąwolnicę i Kazimierz Dolny. Powierzchnię ok. 20 km² zamieszkuje obecnie 1017 mieszkańców.
Pierwsza pisana wzmianka o Bochotnicy pochodzi z 1317, kiedy to została przeniesiona z osadniczego prawa polskiego na średzkie. Od wieków średnich do czasów zaborów była własnością kolejnych rodów szlacheckich. Wieś szlachecka położona była w drugiej połowie XVI wieku w powiecie lubelskim województwa lubelskiego. Na czas po odzyskaniu przez Polskę niepodległości (z przerwą na okres II wojny światowej) przypada wzmożony rozwój miejscowości. W latach 1954–1972 siedziba Gromadzkiej Rady Narodowej gromady Bochotnica. Wcześniej miejscowość znajdowała się w gminie Celejów. W latach 1975–1998 wieś administracyjnie należała do województwa lubelskiego.
Współcześnie Bochotnica jest lokalnym ośrodkiem turystyczno-usługowym, a także ważnym węzłem komunikacyjnym. Posiada rozbudowaną bazą wypoczynkowo-noclegową, dzięki której w sezonie letnim pełni głównie funkcję turystyczno-wypoczynkową.
Wierni Kościoła rzymskokatolickiego należą do parafii św. Jana Chrzciciela i św. Bartłomieja Apostoła w Kazimierzu Dolnym.

## Toponimia
Słowo Bochotnica pochodzi od słowiańskiego bochot, czyli plusk, chlupot. Dawniej Bochotnica była także nazwą rzeki, dopływu Wisły, płynącej przez tę miejscowość. Obecnie nosi ona miano Bystrej. W Słowniku geograficznym Królestwa Polskiego z 1880 i z 1900 wieś wymieniana jest jako Bochotnica Mała (Minor), dla odróżnienia od Bochotnicy Wielkiej (Major), czyli obecnego Nałęczowa, zwanego też wcześniej Bochotnicą Kościelną (słowo Bochotnica pozostało dziś w nazwie południowej części tego miasta).

## Uwarunkowanie geograficzne

### Położenie
Bochotnica położona jest w zachodniej części Płaskowyżu Nałęczowskiego, na Wyżynie Lubelskiej, tuż przy granicy z Niziną Mazowiecką. Położona jest u wylotu doliny rzeki Bystrej (o długości 35 km) do doliny Wisły (Małopolski Przełom Wisły). Wieś od 1979 wchodzi w skład Kazimierskiego Parku Krajobrazowego. Oddalona jest o 10 km od Puław, 3 km od Kazimierza Dolnego, 22 km od Nałęczowa i 42 km od Lublina. Historycznie położona jest w Małopolsce, w ziemi sandomierskiej.
Bochotnicki odcinek Małopolskiego Przełomu Wisły należy również do obszaru chronionego Natura 2000 „Przełom Wisły w Małopolsce” (na odcinku Annopol – Puławy).

### Warunki naturalne

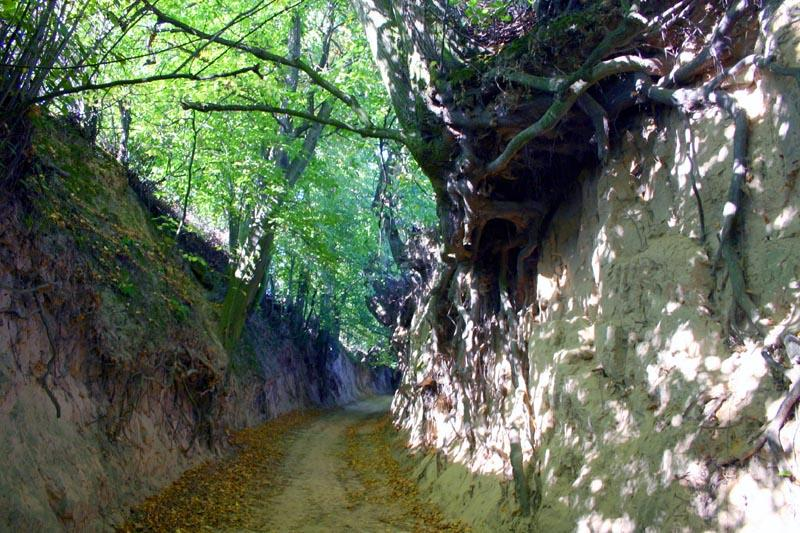
Wąwóz w Bochotnicy, tzw. droga na Brzeziny

Bochotnica i jej okolice zaliczane są do obszarów o najwyższym współczynniku rozcięcia formami erozji wąwozowej w Europie. Ich gęstość przekracza miejscami 10 km/km². Do tak wzmożonego rozwoju labiryntu wąwozów doszło dzięki obecności grubej pokrywy miękkich oraz podatnych na działanie wód opadowych i roztopowych lessów. W 1986 zespół pod kierunkiem prof. Mariana Harasimiuka z UMCS w Lublinie opracował projekt rezerwatu geologiczno-florystycznego. Jego część geologiczną miała stanowić ściana kamieniołomu komorowego z granicą geologiczną między kredą a trzeciorzędem, znana jako „Ścianka Krystyny i Władysława Pożaryskich” (geologów prowadzących tam przez lata badania naukowe).
Okolice miejscowości odznaczają się wysokimi walorami przyrodniczymi, zarówno pod względem flory, jak i fauny.
Na glebach wytworzonych na zwietrzelinie skał węglanowych zboczy Bystrej zachowały się murawy i zarośla kserotermiczne. Dominuje oman wąskolistny, występuje również wiśnia karłowata, powojnik prosty, miłek wiosenny czy zawilec wielkokwiatowy. W krajobrazie duży udział mają lasy zajmujące obszary przy granicach wsi oraz ogrody działkowe skupiające się w jej północnej części. Duże powierzchnie zajmują także łąki i miejsca podmokłe. W lasach dominują drzewostany mieszane z przewagą sosny. W grądach z dominującym grabem w runie rosną z gatunków chronionych: kopytnik pospolity, paprotka zwyczajna, śnieżyczka przebiśnieg i wawrzynek wilczełyko. Latem w bochotnickich wąwozach kwitną takie gatunki jak: parzydło leśne, listera jajowata, obuwik pospolity oraz gnieźnik leśny. W dolinach Wisły i Bystrej kształtują się łęgi wierzbowo-topolowe oraz jesionowo-olszowe.
Na terenie wsi znajdują się dwie ponad stuletnie grusze, które zostały uznane za pomniki przyrody.
W okolicznych lasach występują sarny, jelenie, dziki, lisy, borsuki oraz jastrzębie, bażanty i kuropatwy. Wśród wiklin gnieździ się remiz, spotyka się ślady żerowania bobra europejskiego. W dolinach występują skowronki, bociany białe, zimorodki. Dolina Wisły jest jednym z najważniejszych w Europie korytarzy ekologicznych umożliwiających gniazdowanie i przeloty ptaków. W kamieniołomach zaś spotykane są wszystkie z gatunków nietoperzy podlegających w Polsce ochronie. Co roku są one liczone.

### Geologia
W miejscowych kamieniołomach znajduje się szereg skamieniałości sprzed 65 milionów lat z ciepłego morza kredowego (o średniej temperaturze 18-20 st. C i głębokości kilkuset metrów): małży, ramienionogów, ślimaków, amonitów, łodzików, belemnitów oraz zęby rekinów. Jeden ze znalezionych tutaj jeżowców został nawet nazwany Echinogalerus bochotnicensis. Głównym dostarczycielem krzemionki były gąbki. W dole profilu występuje opoka kredowa łatwa do obróbki i dlatego eksploatowana na budulec, w którym materiał pozyskiwano podziemną metodą komorową (po kopalni pozostały korytarze o łącznej długości ok. 400 m). W warstwach górnych znajduje się ławica piaskowca kredowego.
Około 600 tysięcy lat temu, podczas zlodowacenia południowopolskiego, na ten teren nasunął się lodowiec (po raz ostatni w okresie zlodowacenia środkowopolskiego). Pagór osadów rzeki lodowcowej zbudowany z piasków, żwirów i głazów pochodzenia skandynawskiego znajduje się na prawym zboczu Wisły, w południowej części wioski. Dolina Bystrej jest wyraźnie asymetryczna, co wynika z jej subsekwentnego przebiegu (bieg i spadek doliny jest zgodny z biegiem geologicznym skał). Płaskie dno i duży spadek Bystrej sprawiają, że rzeka malowniczo przerzuca się meandrami spod jednego zbocza pod drugie.

### Hydrologia

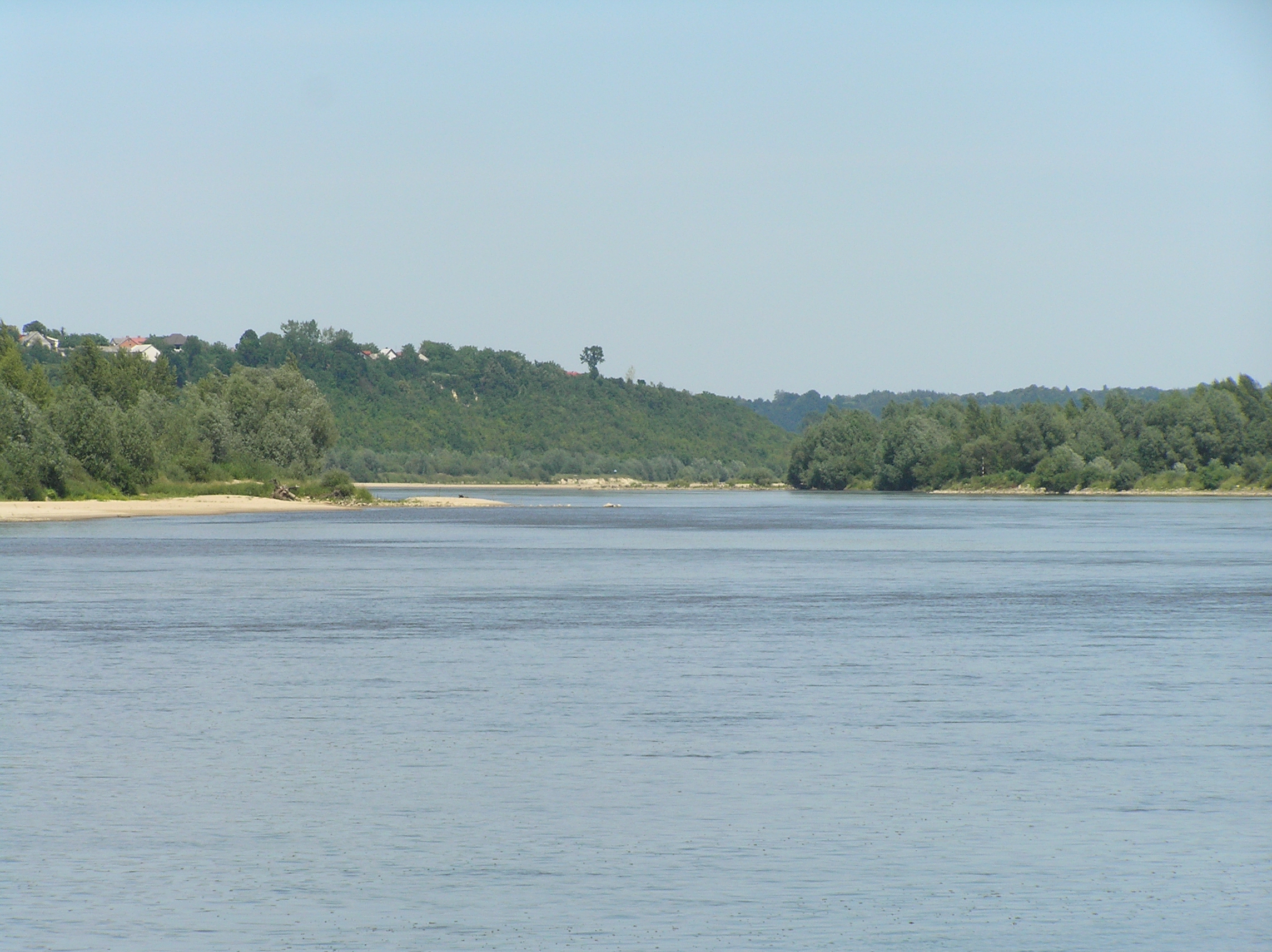
Wisła na wysokości Bochotnicy widziana z Kazimierza

Bochotnica narażona jest na wystąpienie powodzi w wyniku przyboru wody w Wiśle. Duże prawdopodobieństwo wystąpienia powodzi znacznych rozmiarów występuje na terenach zalewowych doliny Wisły, w których osiedlili się ludzie. Chroniący miejscowość wał przeciwpowodziowy, stworzony w 1968, jest niski i mało zagęszczony. Ryzyko wystąpienia powodzi wzrasta, gdy wysoka fala powodziowa z kulminacją utrzymuje się przez szereg dni (tak było m.in. w 1997 i 2010). Trudne do przewidzenia są też powodzie i podtopienia wywołane wodami opadowymi i roztopowymi na mniejszych rzekach powiatu puławskiego, np. przepływającej przez Bochotnicę Bystrej. Podtopienia te mają charakter lokalny i nie wpływają jednak w istotny sposób na stan wody w rzece głównej – Wiśle. Po II wojnie światowej wojsko zbudowało drogę strategiczną, prowadzącą od wału do Wisły i dalej, po drugiej stronie rzeki.
Na wysokości drogi z Bochotnicy do Parchatki znajduje się najdalej wysunięte na wschód zakole Wisły.

### Klimat
Na obszarze Bochotnicy występuje klimat kontynentalny, charakteryzujący się wysoką roczną amplitudą temperatur i wysoką liczbą pogodnych dni. Średnia roczna temperatura powietrza wynosi 8,0 °C. Najcieplejszym miesiącem jest lipiec, ze średnią temperatur 18,7 °C, najzimniejszym zaś styczeń (–5,0 °C). Okresy letni i wegetacyjny trwają dość długo (odpowiednio 100–110 i 210–220 dni). Średnia roczna suma opadów wynosi ok. 550 mm, przy największym natężeniu w miesiącach letnich (220 mm), a najmniejszym w zimowych. Czas zalegania pokrywy śnieżnej wynosi 80 dni.

## Historia

### Czasy najdawniejsze
Pierwsi ludzie pojawili się w tej okolicy w górnym paleolicie (ok. 23 tysiące lat p.n.e.). Byli to przedstawiciele kultury oryniackiej. Około 13 tysięcy lat p.n.e. na teren dzisiejszej Bochotnicy dostała się ludność kultury świderskiej. Świadczą o tym znalezione tu krzemienie, służące jako groty do strzał. Pierwsi rolnicy pojawili się w dolinie Bystrej ok. 4500 lat p.n.e. W Bochotnicy odnaleziono także świadectwa bytowania kolejnych kultur: lubelsko-wołyńskiej, pucharów lejkowatych, ceramiki sznurowej, kultury trzcinieckiej, czy łużyckiej. W okresie wpływów rzymskich (150 p.n.e. – 375 n.e.) osadnictwo omijało obszary Bochotnicy.

### Wieki średnie

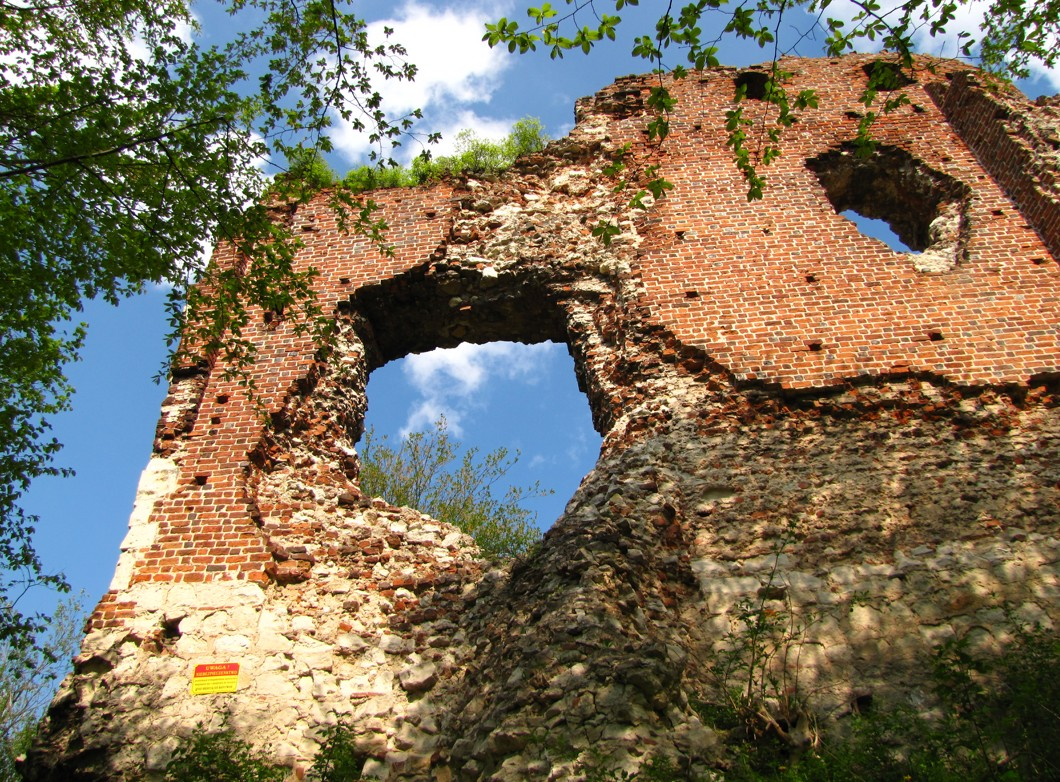
Ruiny zamku z górą zamkową, wrzesień 2012

Na terenie wioski odnaleziono ślady osadnictwa wczesnośredniowiecznego. Jeden z cypli lessowych, wznoszący się od północy nad Bochotnicą, na starych mapach nosi nazwę „Ogrodzisko”, co może świadczyć o istnieniu niegdyś w tym miejscu warownego grodu. Razem z Wąwolnicą Bochotnica prawdopodobnie pełniła wówczas funkcję centrum administracyjnego jakiejś jednostki terytorialnej. Dogodne położenie u zbiegu dolin Bystrej i Wisły oraz w pobliżu brodu, w okolicy którego istnieć musiały miejsca obsługi, postoju i popasu dla podróżnych, wpłynęło na odnotowany tu w znaleziskach archeologicznych, rozwój osadnictwa w XII-XIII wieku.
Istnienie w Bochotnicy dużej osady w okresie wczesnopaństwowym potwierdza odkrycie z 1993. Wówczas, podczas prowadzenia prac ziemnych przy Szkole Podstawowej przypadkowo odkryto żelazny miecz. Zdecydowano o przeprowadzeniu badań wykopaliskowych. W ich wyniku odsłonięto dwa, częściowo zniszczone późniejszymi wykopami groby szkieletowe. Pierwszy z nich zawierał pochówek 55-letniego mężczyzny, drugi – 60-letniej kobiety. Obok szczątków ludzkich odkryto ozdoby z brązu i żelaza, a także złote monety (denar krzyżowy). Groby pochodziły z XI wieku. Na podstawie ustnych informacji mieszkańców Bochotnicy o zasięgu występowania kości ludzkich, odkrywanych w przeszłości, szacuje się pierwotną liczbę grobów na tym stanowisku na ok. 220. Na podstawie analizy antropogenicznej stwierdzono, że tamtejsza ludność reprezentowała atlantycki typ rasowy, niskorosły i długowieczny. Zmarły mężczyzna na kilkanaście dni przed zgonem miał wykonany zabieg trepanacji czaszki. Odkrycie prowadziło do wniosku, że w czasie gdy zachodnia Lubelszczyzna znajdowała się w kręgu państwa piastowskiego, u ujścia Bystrej funkcjonowało niepoślednie rangą skupisko osadnicze, a dla wzmocnienia obrony strategicznego miejsca przeprawy i rozwijającej się osady mógł funkcjonować tu warowny gródek. Obiekt w Bochotnicy pierwotnie mógł powstać z fundacji któregoś z książąt małopolskich, aby wraz z okrągłą wieżą w Kazimierzu Dolnym tworzyć system obronny strzegący przeprawy przez Wisłę.
Bochotnica, jako jedna z pierwszych miejscowości na Lubelszczyźnie, została przez księcia Władysława Łokietka przeniesiona z polskiego na średzkie prawo osadnicze. Miało to miejsce w 1317 i traktujący o tym dokument jest jednocześnie pierwszą pisaną wzmianką o wsi. Została ona wówczas nadana braciom Dzierżkowi i Ostaszkowi z Bejsc. Pochodzili oni z ziemi wiślickiej i należeli do herbu Lewart. W 1368 źródła po raz pierwszy wspominają o bochotnickim zamku. Powstał on przypuszczalnie po 1340, po najeździe Tatarów na Lubelszczyznę. Król Kazimierz Wielki starał się otoczyć centrum kraju łańcuchami zamków obronnych. Twierdza bochotnicka była bezwieżowa, założona na planie prostokąta o ściętych wielobocznie narożach, co zbliżało ją do kształtu elipsoidalnego. Jako pierwsze powstało skrzydło północne, poprzedzone wcześniejszą basztą na kulminacji wzgórza. Być może również wtedy Bochotnica posiadała już w centrum swojego układu osadniczego plac zwany nawsiem, pełniący podobną rolę do rynku w ośrodkach miejskich.

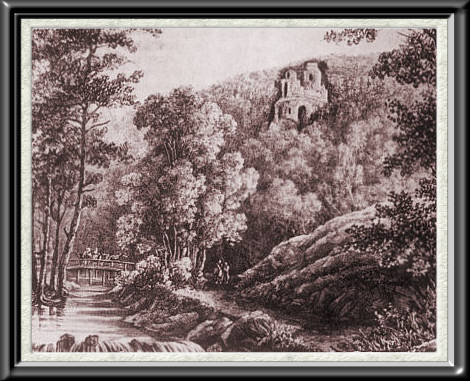
Widok na zamek bochotnicki na XIX-wiecznym rysunku z Tygodnika Ilustrowanego

W 1399 zamek od Jaśka z Bejsc odkupili Kurowscy. Okres świetności tego rodu zakończył się wraz ze śmiercią Piotra Kurowskiego, kasztelana lubelskiego, w 1463. Majątek po nim dziedziczyła jego córka Jadwiga, a następnie jej zstępni – Anna i Katarzyna Zbąskie herbu Nałęcz, potem Jan Oleśnicki z Bochotnicy (syn Katarzyny), będący w 1525 wojewodą lubelskim, a wcześniej – w 1501 posłem królewskim na dwór króla Francji. On też ze względu na dziedziczoną majętność zaczął używać nazwiska Bochotnicki. Z Oleśnickim vel Bochotnickim należy również wiązać renesansową przebudowę bochotnickiego zamku. W tej fazie powstały skrzydła południowe, trójkondygnacyjne, oraz brama wjazdowa i most zwodzony. Pomimo dwukrotnego małżeństwa Bochotnicki nie pozostawił potomstwa. Został pochowany w renesansowym grobowcu na sąsiadującym z zamkowym wzgórzu, wzorowanym na kaplicy Zygmuntowskiej na Wawelu.

### Od renesansu do współczesności

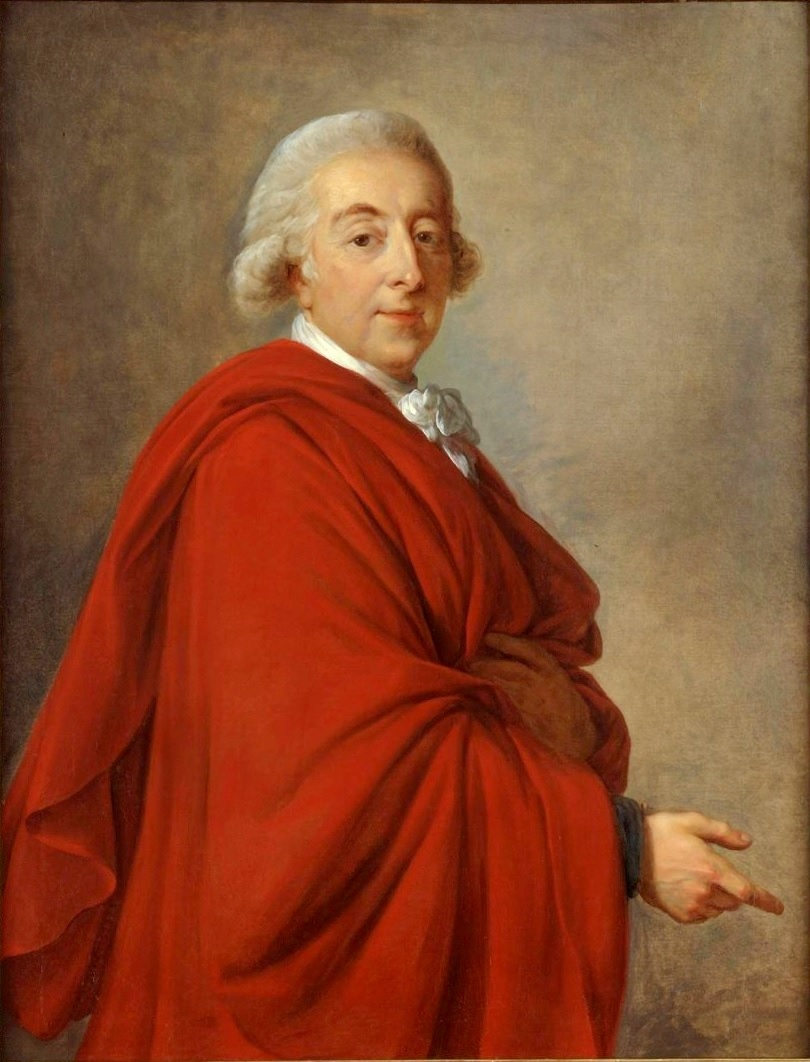
Adam Kazimierz Czartoryski na obrazie z XVIII wieku

Już w końcu XVI wieku zamek zaczął popadać w ruinę. Po śmierci Bochotnickiego twierdza należała do rodu Górków i Kościelnickich z Wielkopolski. Kolejnymi właścicielami wsi byli Borkowscy, Tarłowie, Lubomirscy, Sanguszkowie. W XVII wieku funkcjonować miał tu browar (w księgach grodzkich Lublina z 1667 zachowała się informacja o proteście żyda kazimierskiego Dawida Zelmana Jeleniewicza, który dzierżawił browar od gdańskiego kupca Walentego Bahrana – on sam dzierżawił Bochotnicę od Borkowskich – o niedotrzymywanie warunków kontraktu i akty przemocy). W 1775 Bochotnicę przejęła Anna Teofila Sapieha. Jedenaście lat później wyszła za mąż za Seweryna Potockiego i osiadła w Celejowie, gdzie zmarła w 1823. Jej majątek w 1826 nabył książę Adam Kazimierz Czartoryski, którego dobra za udział w powstaniu listopadowym zostały przez rząd Królestwa rozsprzedane. Bochotnicę nabyła wtedy (1847) filorosyjska rodzina Klemensowskich, która starała się o tytuł szlachecki. W 1889 dziedzic Józef Klemensowski z Celejowa, który w międzyczasie zbudował tutaj młyn wodny, nosił się z zamiarem odbudowy miejscowego zamku, jednak planów tych nie udało mu się zrealizować. Od XVI do końca XIX wieku obszar ujścia Bystrej do Wisły służył jako port rzeczny za schronienie, zimowisko oraz miejsce napraw i konserwacji statków armatorów kazimierskich. Majątek ziemski w Bochotnicy należący do Józefa Klemensowskiego w 1930 liczył 720 ha, w jego skład wchodziły m.in. ruiny zamku i młyn.
W 1921 Bochotnicę (wieś oraz folwark) zamieszkiwały 922 osoby, z czego 893 było wyznania rzymskokatolickiego, 26 mojżeszowego, 2 prawosławnego, a 1 innego chrześcijańskiego; 897 osób deklarowało narodowość polską, 25 żydowską. 26 maja 1926 powołano w Bochotnicy do życia oddział Ochotniczej Straży Pożarnej. Pierwszym prezesem został właściciel pierwszego młyna, Bolesław Kochanowski, naczelnikiem Stanisław Kierek, sekretarzem Bolesław Staroń, a skarbnikiem właściciel drugiego młyna – Żyd Josek Fryd. Wkrótce potem wybudowano remizę, a w 1932 ufundowano sztandar.

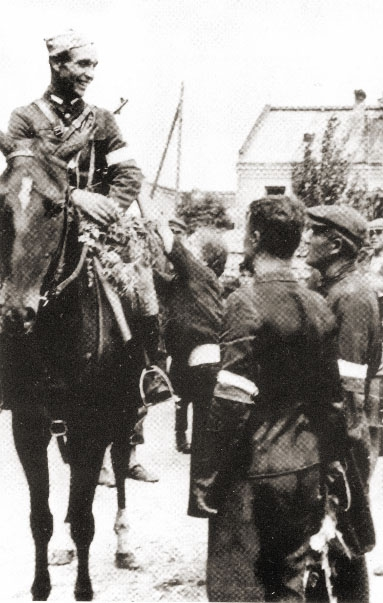
Marian Bernaciak, ps. „Orlik”

Na początku lat 40. w jednym z bochotnickich lasów zbudowano baraki, w których kwaterowali Żydzi wykorzystywani przez Niemców przy wydobywaniu kamienia spławianego barkami w dół Wisły. Okupanci eksploatowali też bochotnickie pokłady żwiru. 18 listopada 1942 w obecności ok. 600 osób spędzonych na plac, Niemcy spacyfikowali miejscowość, zabijając 45 ludzi. Liczną grupę mieszkańców wywieziono do obozu koncentracyjnego w Oświęcimiu (ok. 100, po wyzwoleniu powróciło 4). Reakcja okupanta była odwetem na partyzancką akcję pod dowództwem Jana Płatka ps. „Kmicic”, w której zginęło dwóch Niemców (doszło do niej na ul. Puławskiej). Wieś została zbombardowana i spalona, a szacunki stanowią, że likwidacji uległo ponad 70% zabudowań. Resztę zniszczenia dopełnili żołnierze niemieccy i radzieccy, pustosząc i kradnąc to, co pozostało po pożodze (mieszkańcy zostali wysiedleni) oraz szabrownicy, często podszywający się pod różne organizacje partyzancko-polityczne.

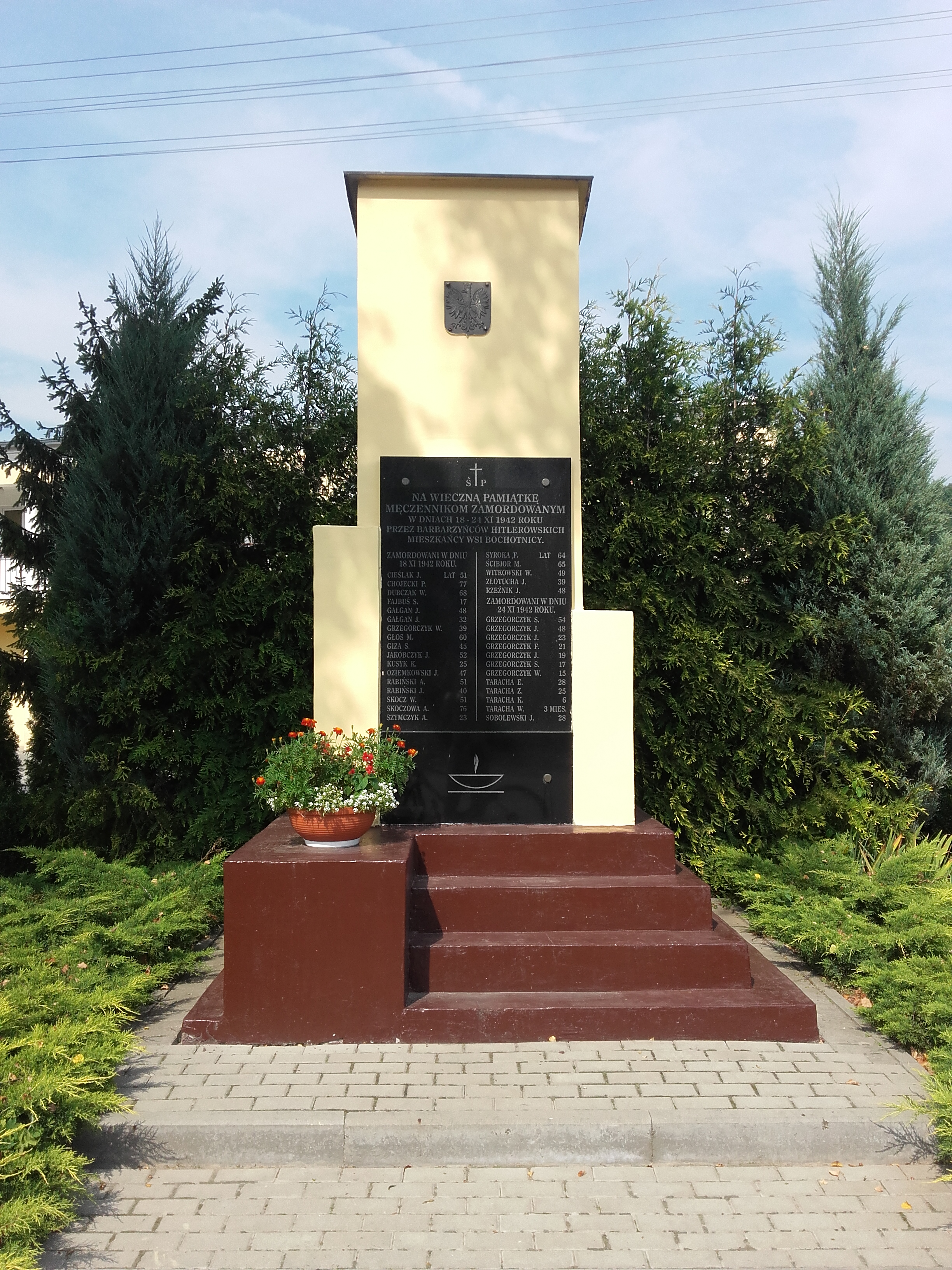
Pomnik z tablicą upamiętniającą „Krwawą środę” stojący na placu w centrum

24 maja 1945, na terenie położonym pomiędzy Bochotnicą a Lasem Stockim, oddziały partyzanckie, w sile 200 osób, dowodzone przez Mariana Bernaciaka ps. „Orlik” i Czesława Szlęzaka ps. „Maks” stoczyły walkę z połączonymi siłami NKWD, UB i MO (ok. 680 osób plus 5 pojazdów pancernych). Po całodziennej walce zginęło 16 funkcjonariuszy NKWD oraz 10 funkcjonariuszy MO i UB, w tym kpt. Henryk Deresiewicz, naczelnik Wydziału do Walki z Bandytyzmem WUBP w Lublinie i por. Aleksander Ligęza, zastępca szefa PUBP w Puławach.
W czasach Polski Ludowej nastąpił szybki rozwój wsi. 1 maja 1950 do Bochotnicy doprowadzono elektryczność. W latach 60. powstało koło gospodyń wiejskich, oddano do użytku Dom Strażaka (w nim mieściła się remiza, świetlica, biura GRN, Klub Rolnika, centrala telefoniczna i uniwersytet powszechny). W latach 70. działał ludowy zespół estradowy i LZS. Zagospodarowywano w ramach czynów społecznych ulice, kładziono chodniki, stawiano ogrodzenia. W 1980 straż otrzymała nowy sztandar, w 1986 odznaczony Złotym Medalem za Zasługi dla Pożarnictwa. W latach 1994–1995 w miejscowości położono sieć wodociągową, a w latach 1996–1999 kanalizacyjną, w późniejszym czasie również gazową. Na przełomie stuleci we wschodniej części Bochotnicy na miejscu dawnych pól uprawnych zlokalizowano osiedle mieszkaniowe domów jednorodzinnych.
W 1936 kręcone były tu zdjęcia do filmu Judeł gra na skrzypcach, w 1958 do filmu Małe dramaty, a w 1984 do filmu Podróże Pana Kleksa (wykorzystano m.in. wnętrze jednej z grot).
W 2016 miejscowość uroczyście obchodziła swoje, przypadające w kolejnym roku, 700-lecie. Z tej okazji odbyła się upamiętniająca jubileusz sesja, przy okazji której zorganizowano również wystawy okolicznościowe, występ zespołów folklorystycznych, widowisko historyczne, kiermasz potraw regionalnych oraz spotkanie pokoleń.

## Demografia
Wykres liczby ludności Bochotnicy na przestrzeni lat (na podstawie Słownika geograficznego Królestwa Polskiego i innych krajów słowiańskich, Skorowidza miejscowości Rzeczypospolitej Polskiej z 1921, Banku Danych Lokalnych GUS, Encyklopedii Powszechnej PWN oraz raportów o stanie gminy):
Struktura demograficzna mieszkańców Bochotnicy według danych z 31 marca 2011:
| Opis                                | Ogółem | Ogółem | Kobiety | Kobiety | Mężczyźni | Mężczyźni |
| ----------------------------------- | ------ | ------ | ------- | ------- | --------- | --------- |
| Jednostka                           | osób   | %      | osób    | %       | osób      | %         |
| Populacja                           | 1069   | 100    | 527     | 49,3    | 542       | 50,7      |
| Wiek przedprodukcyjny (0–17 lat)    | 185    | 17,31  | 81      | 7,58    | 104       | 9,73      |
| Wiek produkcyjny (18–65 lat)        | 659    | 61,65  | 300     | 28,06   | 359       | 33,58     |
| Wiek poprodukcyjny (powyżej 65 lat) | 225    | 21,05  | 146     | 13,66   | 79        | 7,39      |

## Polityka i administracja

### Przynależność administracyjna
Położona w Małopolsce Bochotnica w okresie rozbicia dzielnicowego podlegała kasztelanii lubelskiej, wchodzącej w skład ziemi sandomierskiej, a od XIV wieku województwa sandomierskiego. W 1456 w miejsce kasztelanii powołano powiaty sądowe. Bochotnica znalazła się w powiecie kurowskim, a po jego likwidacji w 1465 – w powiecie lubelskim. W 1474 z województwa sandomierskiego wyodrębniono województwo lubelskie. Wieś pozostawała pod jurysdykcją województwa i powiatu lubelskiego do końca istnienia I Rzeczypospolitej.
Od 1795 Bochotnica wchodziła w skład austriackiej Nowej Galicji. Od 1796 podległa była cyrkułowi józefowskiemu, a od 1803 cyrkułowi lubelskiemu, podległemu z kolei gubernium Galicji we Lwowie.
Po włączeniu w 1809 Bochotnicy do Księstwa Warszawskiego, od 1810 znajdowała się ona w departamencie lubelskim, w powiecie kazimierskim. W 1816 w Królestwie Polskim powrócono, w miejsce departamentów, do województw; powołano też obwody. Wieś znalazła się w województwie i obwodzie lubelskim, w powiecie kazimierskim. W 1837 województwa przemianowano na gubernie (odtąd gubernia lubelska). W 1842 zlikwidowano obwody, a w miejsce powiatów powołano okręgi (odtąd okręg kazimierski). Po dwóch latach przywrócono nazwę powiat – od 1845 do 1866 Bochotnica pozostawała w powiecie lubelskim, a od 1867 w nowoaleksandryjskim. Wówczas wprowadzono też nową jednostkę – gminy (Bochotnica znalazła się w gminie Celejów). Po opanowaniu w 1915 tego terenu przez Austriaków, powołano Generalne Gubernatorstwo Lubelskie z zachowaniem podziału na powiaty.
W latach 1919–1939 wieś znajdowała się w województwie lubelskim, powiecie puławskim i gminie Celejów. W 1939 tereny te zajęli Niemcy i odtąd w nowo utworzonym Generalnym Gubernatorstwie obowiązywał podział na dystrykty (Bochotnica podlegała dystryktowi Lublin, powiatowi puławskiemu i gminie Celejów). Po wyzwoleniu w 1944 powrócono do przedwojennego podziału administracyjnego na województwa, powiaty i gminy. 5 października 1954 w miejsce gmin powołano gromady, m.in. gromadę Bochotnica.
Gromady zniesiono 1 stycznia 1973 i powrócono do gmin. Od tej pory Bochotnica wchodzi w skład gminy Kazimierz Dolny. 1 czerwca 1975 zlikwidowano powiaty (w tym powiat puławski); ponownie przywrócono je 1 stycznia 1999.

### Rada Miejska
Bochotnica przynależy do gminy miejsko-wiejskiej Kazimierz Dolny. Mieszkańcy gminy wybierają do rady miejskiej Kazimierza Dolnego na czteroletnią kadencję piętnastu radnych, z czego mieszkańcy Bochotnicy – dwóch radnych. Od 1 grudnia 2014 mandaty te pełnią Piotr Guz i Laurencja Krasowicz (ten pierwszy jako przewodniczący rady).

### Parlamentarzyści
Mieszkańcy Bochotnicy wybierają radnych do sejmiku województwa w okręgu nr 2. Posłów na Sejm wybierają z okręgu wyborczego nr 6, senatora z okręgu nr 14, a posłów do Parlamentu Europejskiego z okręgu wyborczego nr 8.

## Zabytki i inne atrakcje turystyczne

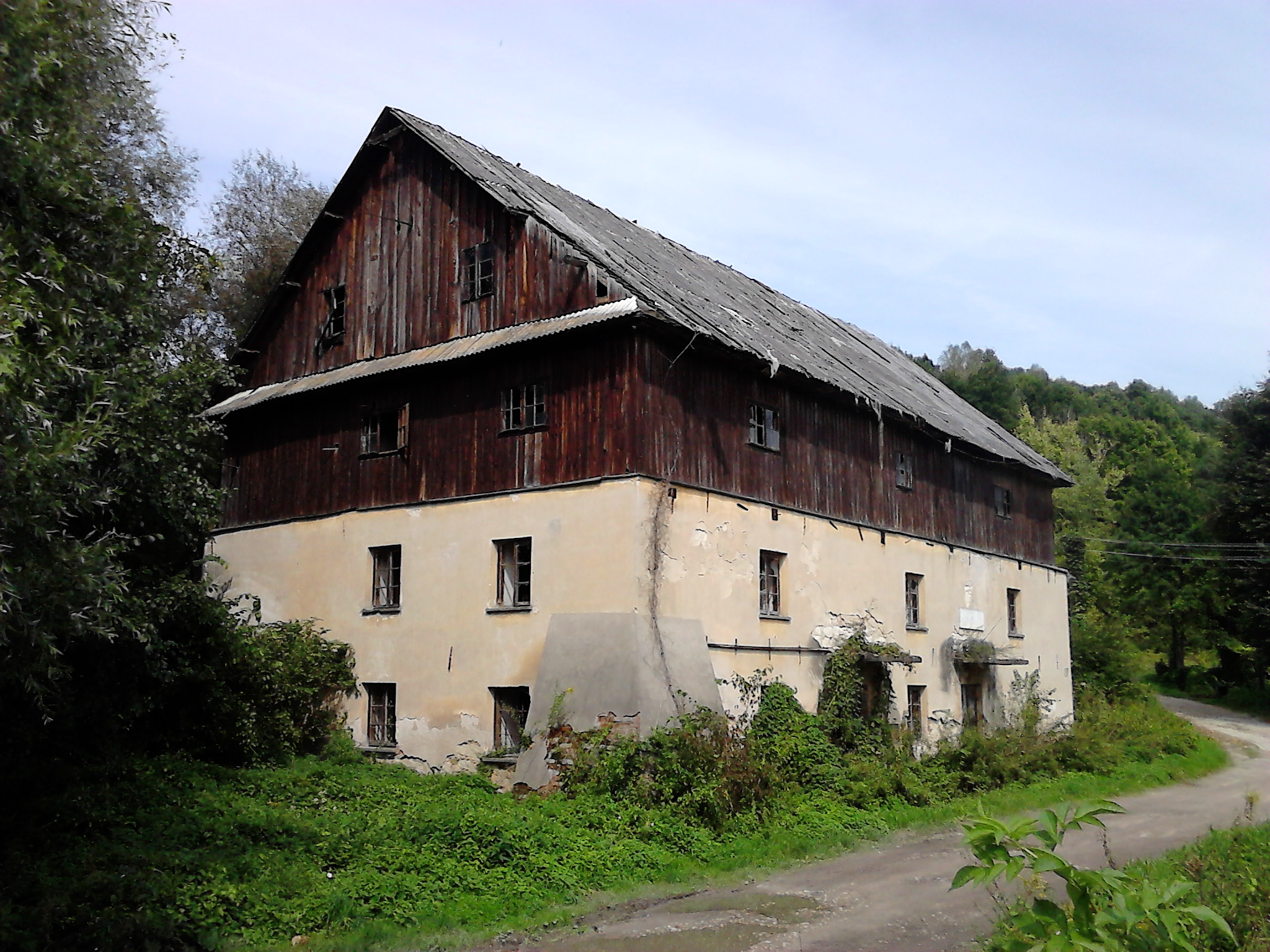
Młyn wodny na Bystrej, którego początki sięgają 1839. Widok we wrześniu 2014

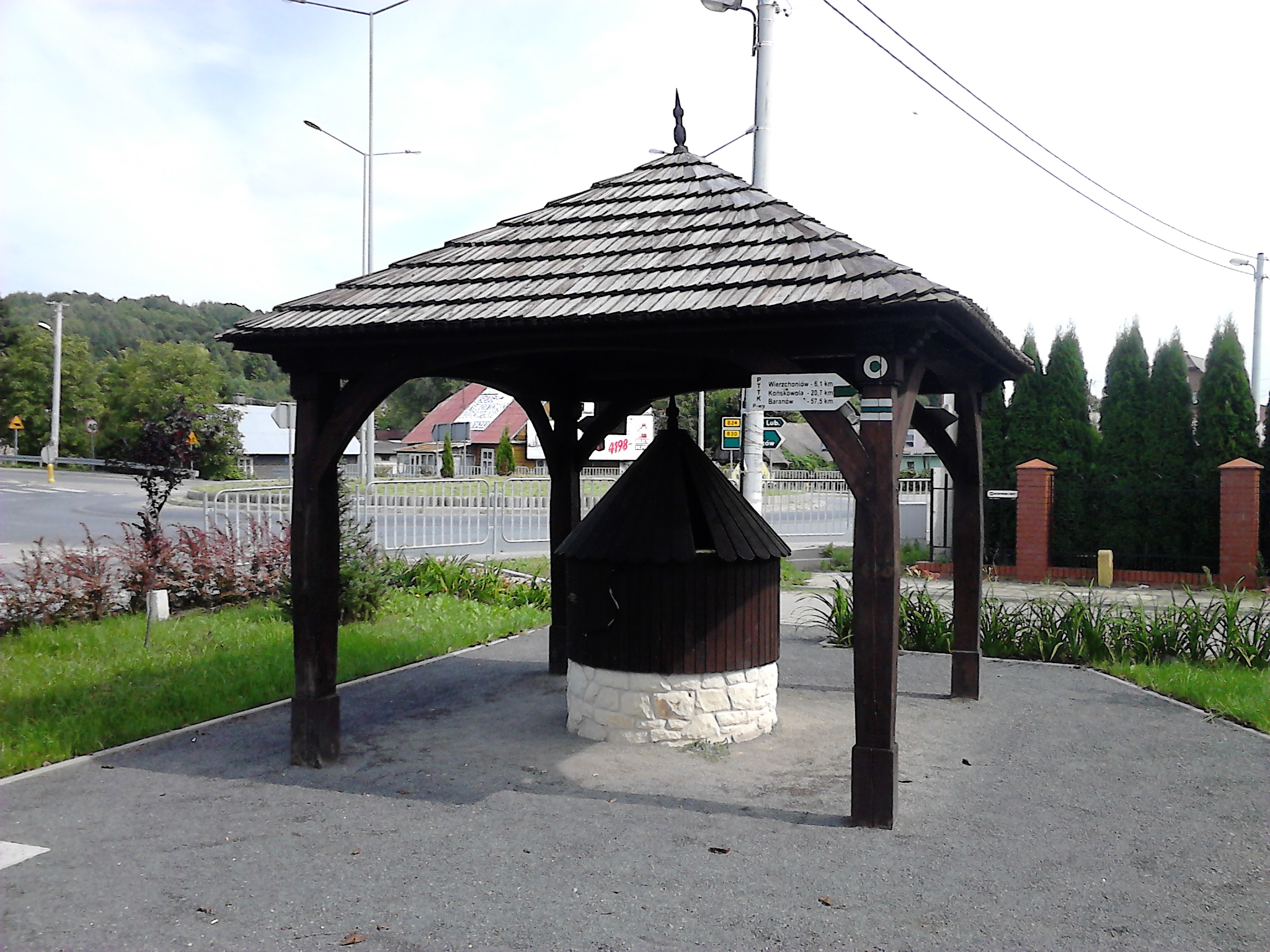
Odnowiona studnia zbudowana przez żołnierzy austriackich w 1914

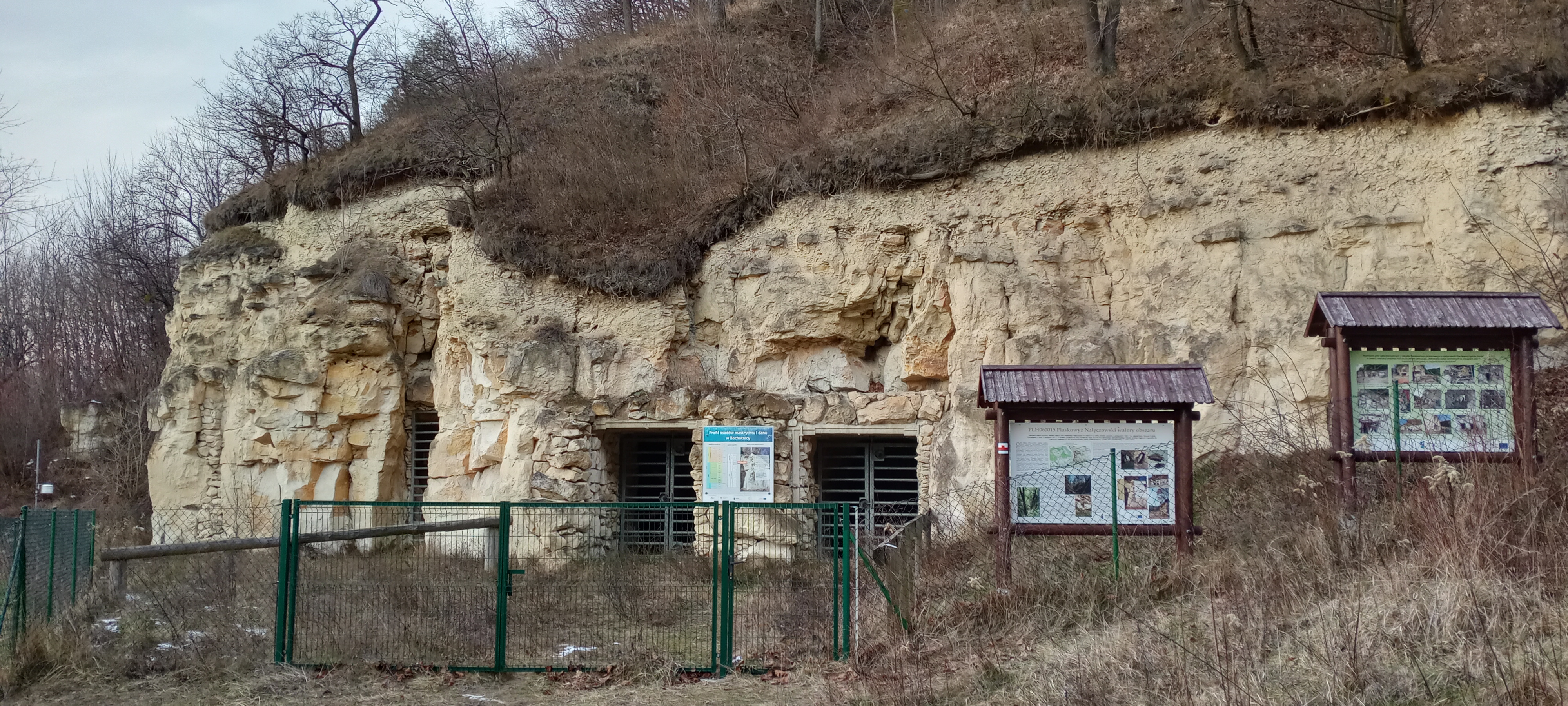
Kamieniołom komorowy Ścianka Pożaryskich

- Kamienne mauzoleum Jana z Oleśnickich vel Bochotnickiego herbu Dębno, zbudowane po jego śmierci w 1532, w stylu renesansowym, dawniej uważane za grobowiec Esterki. Współcześnie sugerowana jest XIV-wieczna metryka budynku jako wieży strażniczej dla załogi zamku. Wpisany do rejestru zabytków województwa lubelskiego pod Nr Rej. Zab. A/1111[16]. Od czasów uwłaszczeniowych usytuowany na działce prywatnej. Obecnie w ruinie.
- Młyn wodny na rzece Bystrej, który obecny dwukondygnacyjny kształt nabrał w 1913, po pożarze, jaki miał miejsce w 1910[66]. Powstał około 1870, na miejscu drewnianego, istniejącego już w 1839. Posiada pełne wyposażenie technologiczne poza napędem. Napęd turbinowy poruszany wodą czynny był do 1988. Obecnie w rękach prywatnych[67].
- Studnia postawiona w centrum wsi w 1914 przez stacjonujące w Bochotnicy wojsko austriackie. Jej zadaszenie wykonano w 1968[68], a odnowiono w 2012. Austriacy postawili również drugą, mniej okazałą studnię (przy ul. Kazimierskiej). Obie studnie do 1955 posiadały pompy ręczne, wodę czerpano z nich do 1995[69].
- Kuźnia zbudowana w 1890, wykonana z miejscowego kamienia, tworząca oryginalną formę z wrośniętym w dach o pięćdziesiąt lat starszym dębem.
- Pozostałości śluzy wodnej po zbombardowanym i spalonym przez Niemców w 1944 młynie i pobudowanym w 1946 na jego miejscu tartaku.
- Ściana Krystyny i Władysława Pożaryskich (potocznie zwana Ścianką Pożaryskich), dawny kamieniołom, który zamieszkuje większość występujących w Polsce gatunków nietoperzy. Ściana objęta jest ochroną w formie stanowiska dokumentacyjnego przyrody nieożywionej, przez wojewodę lubelskiego[70]. Groty w 1944 służyły za schrony podczas bombardowań, kamień z nich wydobywany zaś – przez lata jako budulec budynków, w tym szkoły i młyna w Bochotnicy oraz szpitala powiatowego w Puławach[71].
- Pomniki ofiar „Krwawej Środy” z 18 oraz 24 listopada 1942 (kiedy to Niemcy wymordowali połowę mieszkańców wsi) – pierwszy z nich w centrum wsi zbudowany został w 1948, odrestaurowany w 2004; drugi na miejscu kaźni, pod wzgórzem zamkowym z 1967.
- Zrekonstruowany wóz strażacki z 1926, znajdujący się na głównym placu wsi; w pełni funkcjonalny i postawiony w 2004 w hołdzie bochotnickim strażakom, którzy zginęli podczas akcji ratunkowo-gaśniczych.
- Liczne punkty widokowe na fragment Małopolskiego Przełomu Wisły, który uważany jest za najbardziej malowniczy w Polsce[72].
- W 1990 dla potrzeb turbiny młyńskiej, przy ul. Nałęczowskiej powstał zalew. Wiosną 1996 uległ on jednak zniszczeniu po awarii śluzy i zerwaniu tamy[73].

## Gospodarka

### Historycznie

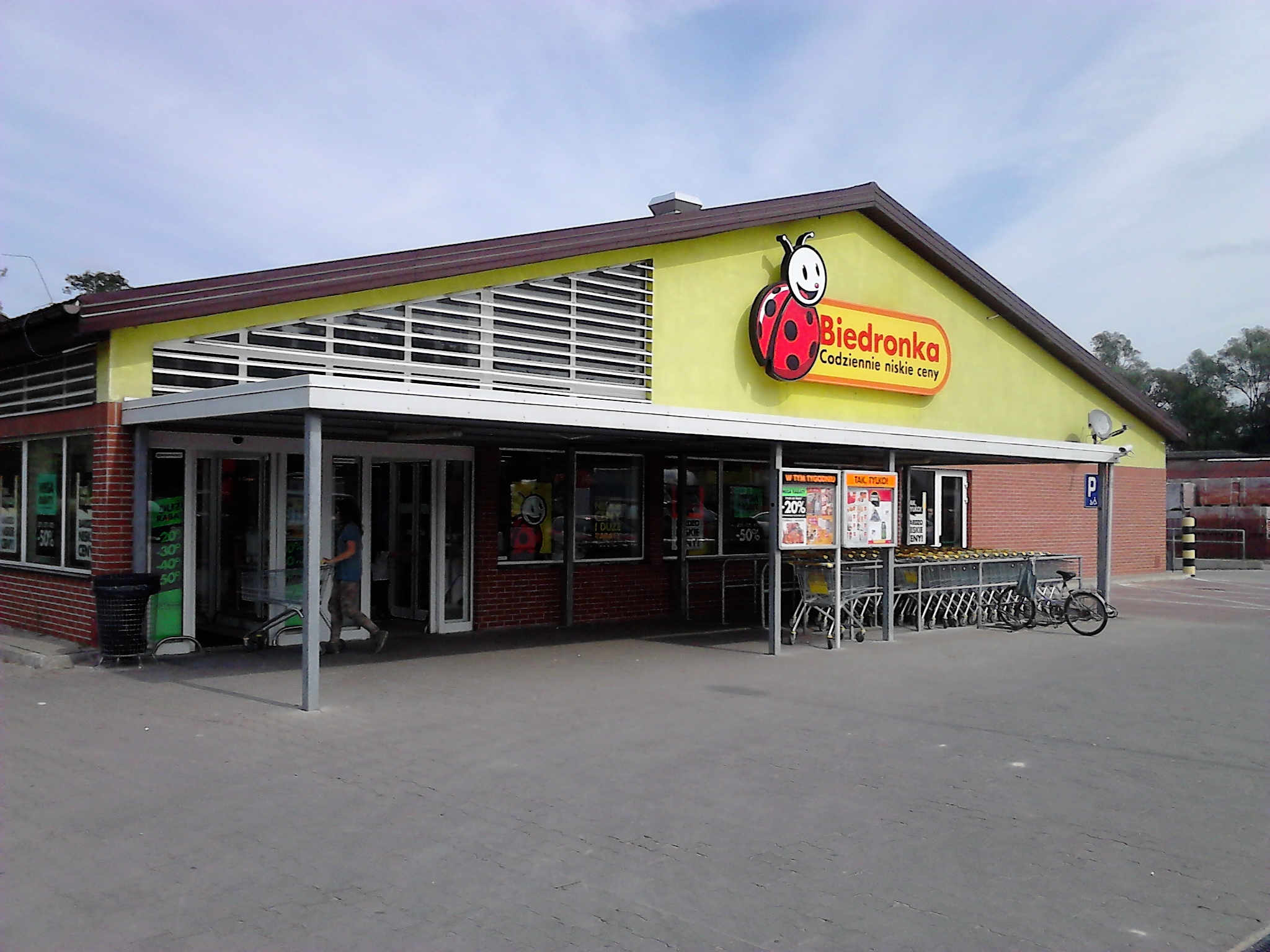
Supermarket sieci Biedronka przy ul. Nałęczowskiej

Bochotnica, jak większość polskich wsi, do połowy XX wieku była samowystarczalna pod względem rodzaju i ilości zamieszkujących w niej rzemieślników, a występujące niekiedy braki w zaopatrzeniu uzupełniano na jarmarku w Kazimierzu bądź podczas wizyt żydowskich handlarzy. Poza nielicznymi przypadkami, gospodarstwa rolne były niewielkie, a najbogatsi gospodarze stanowili elitę środowiska. Niemal każdy mieszkaniec prezentował sobą przynależność do jakiegoś, co najmniej jednego fachu. Wśród nich było tkactwo, krawiectwo, olejarstwo, szewstwo, murarstwo, stolarstwo, ciesielstwo, wozactwo, zduństwo, kowalstwo, hodowla, kołodziejstwo, akuszerstwo, młynarstwo, kamieniarstwo, flisactwo, fryzjerstwo, pszczelarstwo czy pasterstwo. Wydobywano też surowce mineralne: kamień, glinę i żwir. W okresie międzywojennym w Bochotnicy stały trzy młyny – pod Czarnym Lasem (zbudowany w 1880, własność Józefa Klemensowskiego, a po 1945 Lucjana Gałkowskiego; obecnie nie istnieje), na Zamłyniu (zbudowany w 1870 przez Klemensowskiego, od 1926 dzierżawiony przez rodzinę Kochanowskich) oraz młyn żydowski (przed wojną własność Joska Fryda, spalony podczas bombardowania w 1944, po wojnie Berek Cytryn przerobił go na tartak).
W latach 1945–1962 wielu bochotniczan zatrudnionych było w kamieniołomach w Nasiłowie i Wojszynie, jak też w Rejonie Dróg Wodnych w Puławach w charakterze flisaków na barkach, krypach, statkach, holownikach i pogłębiarkach przy pracach związanych z regulacją Wisły. Sytuację na rynku pracy zmieniła rozpoczęta w 1962 budowa Zakładów Azotowych. W latach 1964–1970 do pracy w Puławach dojeżdżało z Bochotnicy od 250 do 400 osób. Resztę wchłaniał handel, gastronomia, przetwórnia owoców w Kazimierzu, usługi dla rolnictwa i prywatne rzemiosło. Ważną rolę spełniała Wspólnota Gruntowa, będąca do dziś właścicielem 78–hektarowych błoń, sąsiadujących wówczas z państwową plantacją wikliny.

### Współcześnie
W Bochotnicy istnieje obecnie ok. 70 przedsiębiorstw, w tym zakłady stolarskie, kamieniarskie, działalność handlowa, naprawy samochodów, oprawy obrazów, produkcji wikliny, skup owoców i warzyw, skład materiałów budowlanych AGRO-BUD oraz węgla, skład nawozowy i sklep rolniczy AGROSPEN, sklepy spożywcze, pokoje gościnne (część ma podpisaną umowę z PTTK w Kazimierzu Dolnym na obsługę wycieczek). Znajdują się tu również bank spółdzielczy, supermarket Biedronka, bar sałatkowy, oczyszczalnia ścieków, salon Auto-Naprawa FIAT. Na granicy Bochotnicy z Kazimierzem zimą działa wyciąg narciarski. W 2010 założono winnicę A&A.
Ważną gałęzią gospodarki jest także turystyka. Charakter prowadzonej działalności przez mieszkańców wsi jest mało uciążliwy dla środowiska. Na terenie miejscowości nie występują zakłady przemysłowe. W ciągu ostatnich lat nie zaszły też znaczące zmiany, które pozwalałyby na rozwój rynku pracy poza turystyką i usługami. Nadal głównym źródłem dochodów i największym pracodawcą dla mieszkańców jest, prócz własnej działalności, budżet państwa (renty i emerytury; zatrudnienie w oświacie, administracji i służbie zdrowia). Jedyne istniejące na obszarze miejscowości branże (handel i usługi) nie wykazują oznak większego ożywienia.

## Transport

### Transport drogowy
Bochotnica jest ważnym węzłem transportowym, w którym zbiegają się trzy drogi wojewódzkie – droga nr 824 łącząca Annopol z Żyrzynem, droga nr 830 łącząca Lublin z Bochotnicą oraz droga nr 743 łącząca przez Wisłę Górę Puławską z Bochotnicą.
| Droga | Trasa |
| ----- | --- |
| 824   | Annopol – Józefów nad Wisłą – Kolczyn – Opole Lubelskie – Wola Rudzka – Głusko Duże – Bochotnica – Puławy – Żyrzyn |
| 830   | Lublin – Miłocin – Sadurki – Nałęczów – Wąwolnica – Rogalów – Wierzchoniów – Bochotnica                            |
| 743   | Góra Puławska – Nasiłów – (Wisła) – Bochotnica                                                                     |

W 1976 poprowadzono obwodnicę Kazimierza z Bochotnicy do Skowieszynka, a w 2011 powstało pierwsze we wsi rondo.

### Transport publiczny
Transport zbiorowy na terenie Bochotnicy obsługują trzy linie autobusowe Miejskiego Zakładu Komunikacyjnego Puławy – nr 1, 12 i 20 (wszystkie na trasie Puławy – Parchatka – Bochotnica – Kazimierz Dolny; linia nr 20 przebiega dodatkowo przez Skowieszynek), pięć linii autobusowych Przedsiębiorstwa Komunikacji Samochodowej Puławy (do Braciejowic, Kazimierza Dolnego, Parchatki, Puław oraz Zagłoby) oraz za pośrednictwem busów prywatni przewoźnicy (ich główne trasy prowadzą do Puław, Opola Lubelskiego, Lublina, Poniatowej, Kazimierza Dolnego i Nałęczowa).

### Transport kolejowy, wodny i lotniczy
Najbliższa Bochotnicy stacja kolejowa znajduje się w Puławach, a najbliższe lotniska – w Dęblinie (lotnisko wojskowe) i w Świdniku (port lotniczy). W okresie międzywojennym na błoniach bochotnickiej Wspólnoty Gruntowej znajdowało się prywatne lądowisko samolotowe, należące do Tadeusza Pruszkowskiego.
Od 2007 z nabrzeża dawnej przeprawy czołgowej w Bochotnicy odpływa i kursuje po Wiśle prom Serokomla, którym można przeprawić się do Nasiłowa.

### Transport rowerowy
Wzdłuż nadwiślańskiego wału przeciwpowodziowego w dolinie puławsko–parchacko–bochotnickiej biegnie ścieżka rowerowa, której bochotnicki odcinek zbudowano w 2013, wydłużając wytyczoną wcześniej ścieżkę, prowadzącą z Puław do Parchatki. Tym samym ścieżka prowadzi obecnie od mostu Ignacego Mościckiego w Puławach do stadionu Orłów w Bochotnicy. Docelowo ścieżka rowerowa ma biec Szlakiem Nadwiślańskim wzdłuż wałów wiślanych od Stężycy do Annopola.

## Edukacja

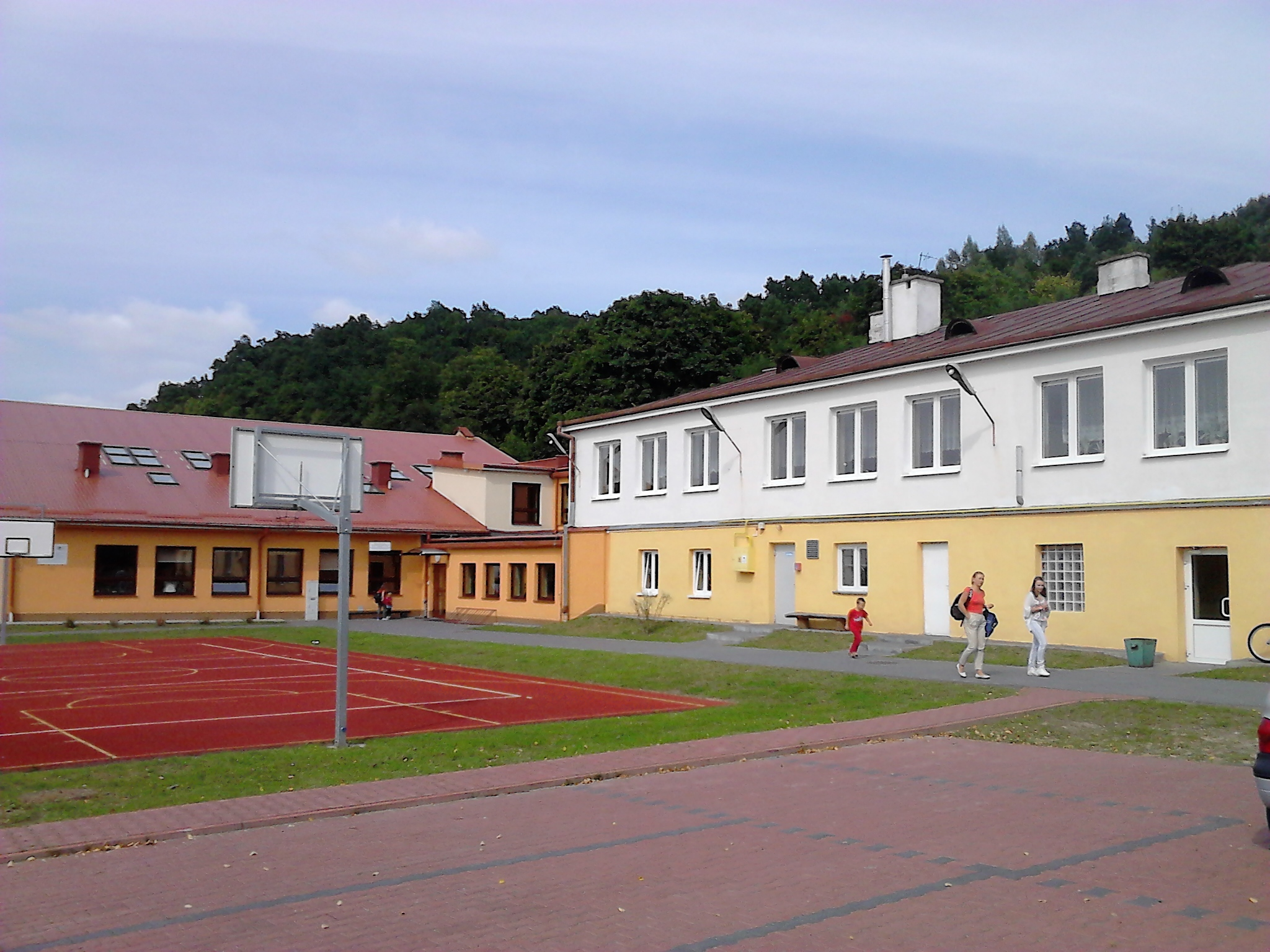
Szkoła Podstawowa z halą sportowo-widowiskową przy ul. Zamłynie 1

Naukę młodzieży w zorganizowanych formach rozpoczęto w Bochotnicy w 1934 (choć pierwsze lekcje odbywały się już na początku lat 30.) Nauczano wówczas 235 dzieci. Uczyły się one w trzech wynajętych pomieszczeniach w budynkach stanowiących własność prywatną mieszkańców wsi. Wyposażenie szkoły stanowiła tablica, kreda, mapa i globus. W 1935 podjęto inicjatywę budowy szkoły. Przeważającą ilość kamienia potrzebnego na budowę ofiarowali właściciele kamieniołomów. Drewno społecznie obrobili stolarze. Oddawany do użytku budynek przy ul. Zamłynie był na tamte czasy okazały i oprócz sal lekcyjnych mieścił również bogate zaplecze gospodarcze i mieszkanie dla kierownictwa.
Rok szkolny 1938/39 rozpoczęto z opóźnieniem w październiku 1938. Na frontonie budynku ukazał się napis: PUBLICZNA SZKOŁA POWSZECHNA W BOCHOTNICY. Naukę rozpoczęło 216 dzieci w sześciu oddziałach, bowiem edukacja młodzieży wiejskiej w tamtych czasach kończyła się na klasie szóstej. W latach okupacji nauka w szkole odbywała się sporadycznie. Młodzież wykorzystywano najczęściej do prac zleconych kierownictwu szkoły przez okupanta, takich jak zbieranie ziół na herbatę dla więźniów w obozach, wykonywanie pakietów sanitarnych bądź też innych prac gospodarczych. W okresie nasilonych walk frontowych szkoła stanowiła koszary dla żołnierzy, lazaret i sztab dowódcy w pomieszczeniach mieszkalnych – dla oficerów Wermachtu i SS. Po wejściu Armii Czerwonej obok szkoły pochowano setki radzieckich żołnierzy. Ciała potem ekshumowano i umieszczono na cmentarzu żołnierzy radzieckich w Kazimierzu.
Przemieszczenie się dużej liczby mieszkańców Bochotnicy i okolic na ziemie zachodnie skutkowało spadkiem liczby uczniów pobierających naukę w szkole. Zaistniała więc konieczność reorganizacji i zmiany struktury w ten sposób, by można pomieścić uczniów kończących klasy czwarte ze Zbędowic i Wierzchoniowa. Na początku lat 70. XX wieku dokonano gruntownego remontu budynku. Praktycznie ze szkoły pozostały mury. Wybudowano łazienki, doprowadzono wodę i ścieki, zainstalowano centralne ogrzewanie, zmieniono ściany działowe, przebudowano piwnice i mieszkanie dyrektora oraz otynkowano budynek z zewnątrz. Szkoła stała się jak na tamte lata obiektem nowoczesnym.
Od roku szkolnego 1996/97 dyrektorem szkoły jest Andrzej Pisula. Od 1999 funkcjonuje w szkole Zespół Pieśni i Tańca EKOLKI, który daje regularne występy w kraju i za granicą.
W 2010 ruszyła budowa przyszkolnej hali sportowej. Koszt jej budowy wyniósł ok. 2,6 miliona złotych. Otwarcia obiektu dokonała 17 grudnia 2012 minister sportu Joanna Mucha. Latem 2014 przy szkole zainstalowano plac zabaw dla dzieci.

## Religia

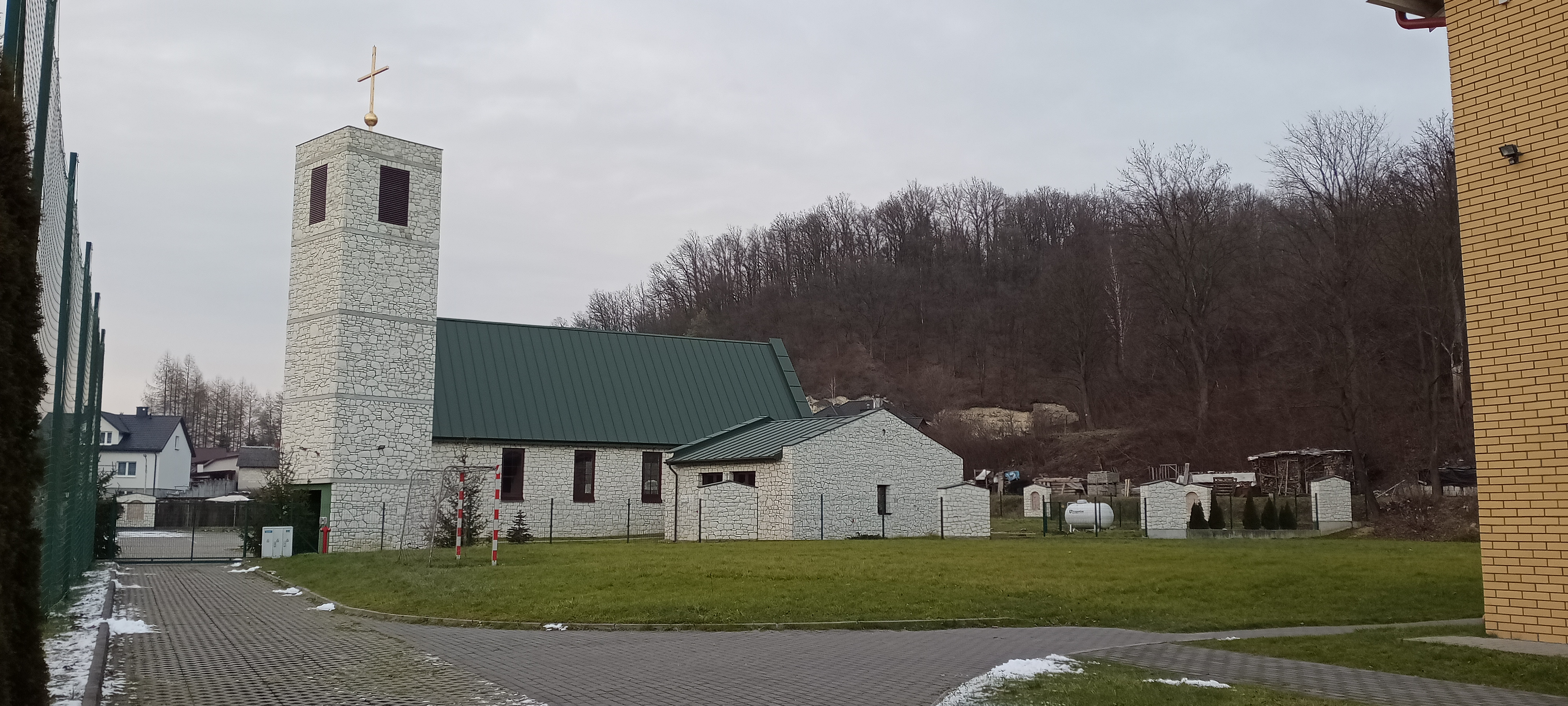
Kościół pw. Ducha Świętego w Bochotnicy

Miejscowość podlega rzymskokatolickiej parafii św. Jana Chrzciciela i św. Bartłomieja Apostoła w Kazimierzu Dolnym. Na jej terenie znajduje się jedna świątynia – kościół pw. Ducha Świętego, którego budowę w większości sfinansowali Krzysztof Zanussi i jego żona Elżbieta. Prace budowlane trwały cztery lata i zakończyły się w 2017. Uroczyste poświęcenie przez metropolitę lubelskiego abpa Stanisława Budzika nastąpiło w październiku 2017.

## Sport, kultura i rekreacja
Pierwsze imprezy kulturalne i sportowe zaczęły być organizowane w Bochotnicy w latach 70. XX wieku. Wieś stała się wówczas obiektem zainteresowań wielu instytucji i organizacji. Uniwersytet Marii Curie-Skłodowskiej w Lublinie zorganizował w niej obóz studencki w celu przeprowadzenia badań geologicznych. Studentów odwiedził wówczas szef Rady Państwa, Henryk Jabłoński. Przeprowadzono też sympozjum na temat rozwoju sportu na wsi, w którym uczestniczyło 40 dziennikarzy z 12 wydawnictw, a Rada Główne LZS i PZM zorganizowały Ogólnopolski Rajd Motorowy „Szlakiem Batalionów Chłopskich”. Gośćmi imprezy byli m.in. Janusz Przedpełski, Ryszard Wójcik, Tadeusz Wilk i Eugeniusz Ceglarz, wydarzenia relacjonowała zaś telewizja i kilka rozgłośni radiowych.
Bochotnica stała się miejscem organizacji wielu imprez sportowych na szczeblu powiatowym i wojewódzkim. W budynku uniwersytetu powszechnego odbywały się pokazy mody, konkursy i spotkania z twórcami kultury. Powołano też zespół estradowy, prezentujący skecze, piosenki i tańce ludowe na scenach Lublina, Puław i wielu innych miejscowości. Do dziś funkcjonuje Gminna Biblioteka Publiczna.
Współcześnie Bochotnica jest głównie etapem zawodów biegowych (m.in. półmaraton w ramach puławskiego Biegu Zielonych Sznurowadeł czy Bieg Szlak Trafi na trasie Ultra) i kolarskich (Międzynarodowy Wyścig Kolarski Przyjaźni Polsko-Ukraińskiej im. pułkownika Skopenki, Media World Cup).

### Kluby sportowe

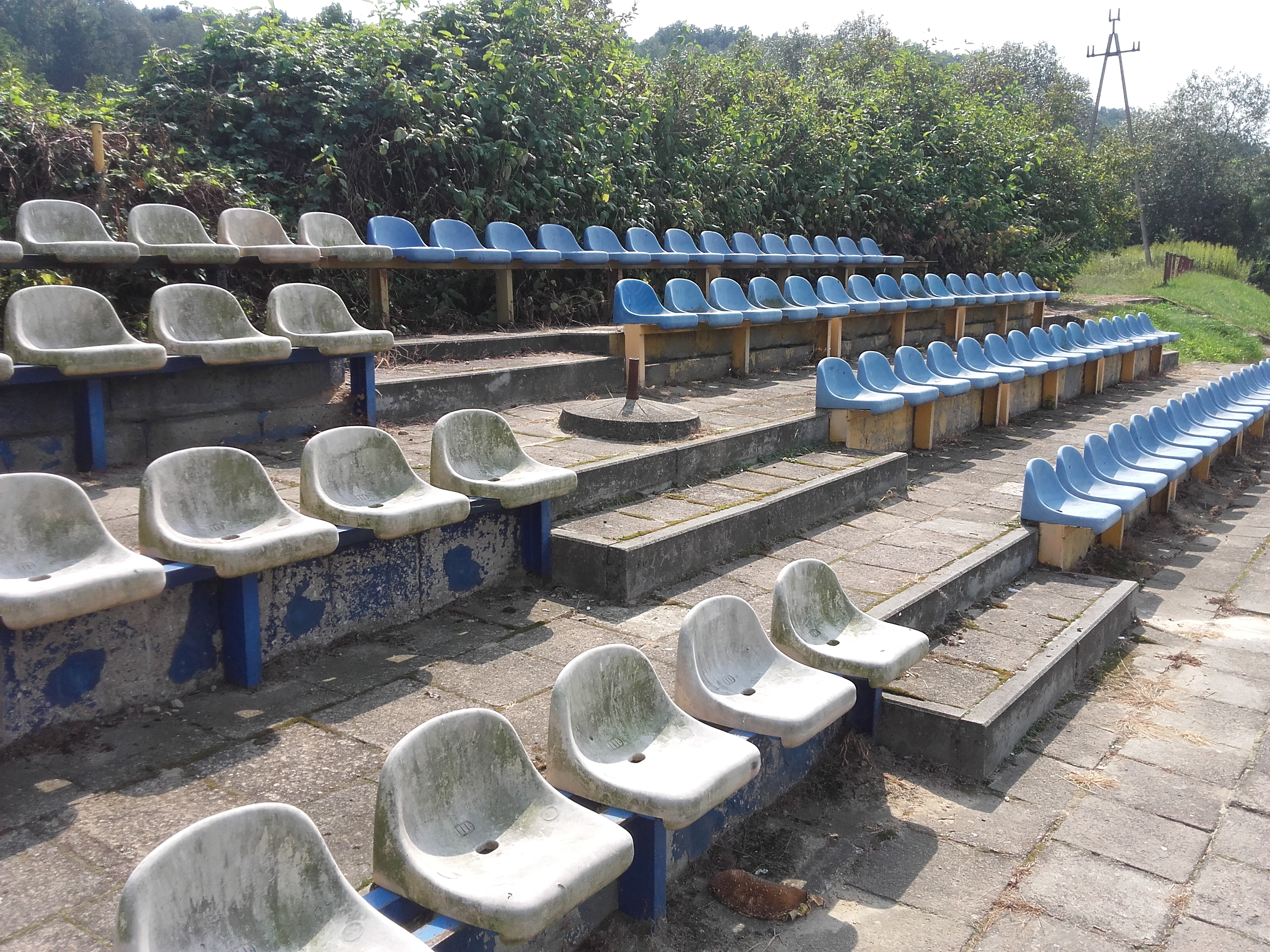
Widok na trybunę główną stadionu Orłów

#### LZS Bochotnica
W latach 1979–1986 w puławskiej klasie C, a później piłkarskiej klasie B występowała piłkarska drużyna LZS Bochotnica. Jej boisko zlokalizowano na błoniach przy ul. Kazimierskiej. Po rozwiązaniu zespołu na boisku przez kilka lat występował zespół Spartana Skowieszynek.

#### KKS Orły Kazimierz
Na początku lat 90. plac wykorzystywać zaczął zespół Piasta Kazimierz, który w 1994 zmienił nazwę na Orły. W latach 2001–2003 wokół boiska postawiono ogrodzenie, trybuny i szatnie dla zawodników, tworząc stadion sportowy. W 2003 wyznaczono drugie boisko (treningowe). Piłkarski KKS Orły w latach 2000–2010 i 2015–2016 występował w lubelskiej klasie okręgowej. Od sezonu 2016/2017 uczestniczy w rozgrywkach klasy A. W latach 2000–2004 w Orłach funkcjonowała sekcja siatkarska, a w 2008 – tenisa stołowego dziewcząt. Z klubem związanych jest wielu bochotniczan, którzy pełnili w nim funkcje działaczy, trenerów i zawodników. Stadion jest też wykorzystywany do organizacji sprawnościowych zawodów strażackich.

#### UKS Bystra Bochotnica
W listopadzie 2012 w budynku szkoły podstawowej odbyło się zebranie założycielskie Uczniowskiego Klubu Sportowego Bystra. Głównym celem działania klubu jest wszechstronny rozwój fizyczny uczniów. W swym statucie klub do współpracy zaprasza również uczniów ze szkół w Dąbrowce, Rzeczycy i Skowieszynku. UKS korzysta z przyszkolnej hali sportowo-widowiskowej, otwartej w 2012.

### Turystyka
Przez Bochotnicę przebiegają m.in. następujące szlaki turystyczne:
- niebieski pieszy Szlak Nadwiślański Dęblin – Annopol o łącznej długości prawie 109 km[108];
- zielony pieszy Szlak Niepodległościowy Bochotnica – Baranów o łącznej długości 50,7 km[108][109];
- Zielony szlak rowerowy Puławy – Bochotnica – Kazimierz Dolny – Janowiec – Puławy o łącznej długości ok. 38 km[110];
- Szlak młynów wodnych rzeki Bystrej Palikije – Bochotnica[111];
- czerwona ścieżka Bochotnica Dwie Pętle o łącznej długości 5 km[112];
- Trasa czerwona Nordic walking o łącznej długości 14,5 km[113].

Bochotnica znajduje się w granicach Lokalnej Organizacji Turystycznej Kraina Lessowych Wąwozów.

## Ludzie związani z Bochotnicą

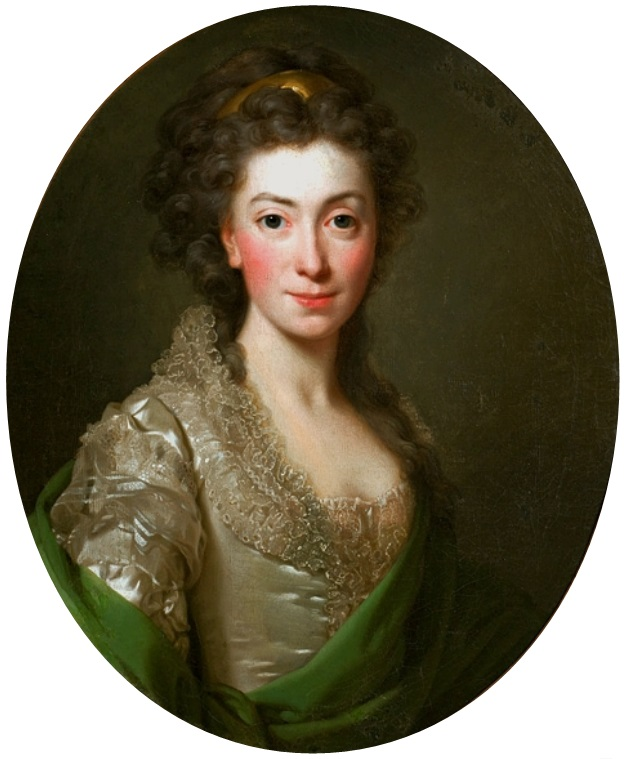
Izabela Czartoryska

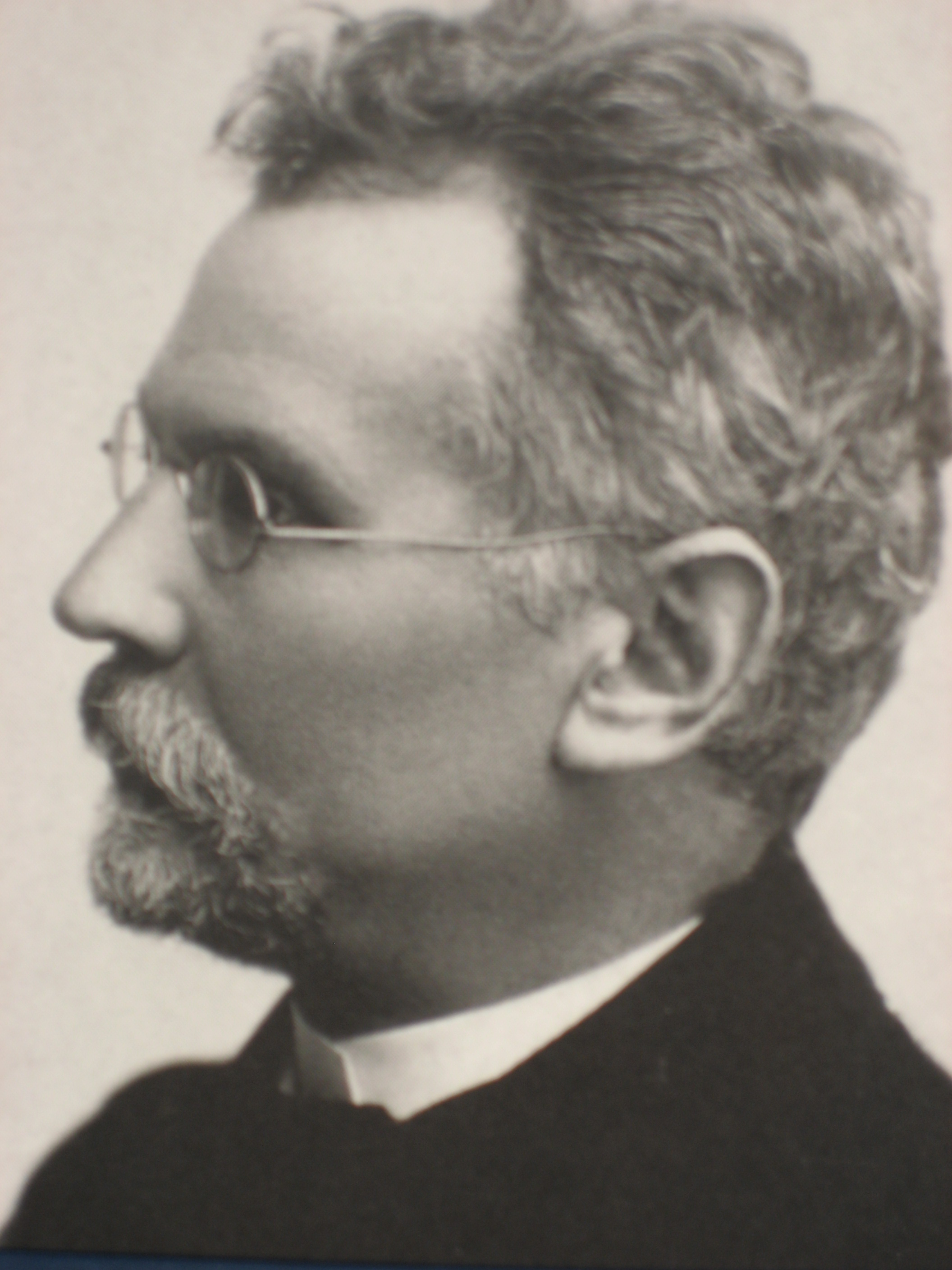
Bolesław Prus

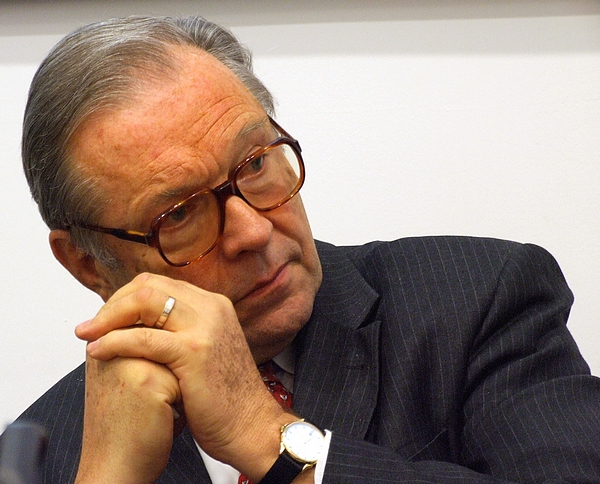
Krzysztof Zanussi

- Estera Małach – Żydówka, według Jana Długosza kochanka króla Kazimierza Wielkiego, według legendy miała zamieszkiwać na bochotnickim zamku, jej istnienia nie potwierdzono.
- Klemens Kurowski (ok. 1340–1402/1403) – senator, kasztelan żarnowski, starosta koniński, ojciec kanclerza koronnego abpa Mikołaja Kurowskiego, właściciel wsi i zamku w Bochotnicy.
- Piotr Kurowski (zm. 1463) – kasztelan, starosta sądecki i lubelski, wojewoda lubelski, oskarżony o współudział w zdradzie małżeńskiej królowej Soni (żony Władysława Jagiełły), ważny polityk na dworach Władysława Warneńczyka i Kazimierza Jagiellończyka, pod koniec życia prawdopodobnie osiadł w Bochotnicy na dłużej.
- Jan Oleśnicki z Bochotnicy – starosta i kasztelan małogoski, kasztelan sądecki i wiślicki, wojewoda lubelski, starosta chełmski, wysłannik dyplomatyczny do Francji, Wołoszczyzny, Prus i Mołdawii, pochowany w Bochotnicy.
- Izabela Czartoryska (1746–1835) – arystokratka, mecenaska sztuki, zleciła zbadanie bochotnickiej kaplicy grobowej, w której odnaleziono trumnę ze zwłokami i sygnetem Jana Oleśnickiego.
- Bolesław Prus (1847–1912) – pisarz, publicysta pozytywistyczny, do Bochotnicy przyjeżdżał z Nałęczowa bicyklem[115], umieścił w niej akcję swej noweli Antek[116].
- Wawrzyniec Dubczak – poseł ziemi lubelskiej w okresie międzywojennym, urodzony w Bochotnicy[117].
- Władysław Pożaryski (1910–2008) – geolog i paleontolog, profesor nadzwyczajny, członek PAN oraz zagranicznych komisji i rad naukowych, badacz pozostałości po kredzie i kenozoiku w Bochotnicy.
- Aleksander Kierek (1916–1976) – ekonomista, wykładowca uczelni lubelskich, urodzony w Bochotnicy.
- Stanisław Janicki (ur. 1933) – historyk kina, scenarzysta, krytyk filmowy, pisarz, reżyser i dziennikarz, na przełomie lat 60. i 70. mieszkał w Bochotnicy[42].
- Irena Kowalczyk (właśc. Irena Grzegorczyk) (1937–2003) – pisarka, autorka „Poza granicą skargi”, urodzona w Bochotnicy[118].
- Krzysztof Zanussi (ur. 1939) – reżyser, scenarzysta, filozof, w latach 60. miał dom letniskowy w Bochotnicy[41], w latach 2013–2014 wraz z żoną Elżbietą Grocholską był inicjatorem budowy i fundatorem miejscowej kaplicy[119].
- Tadeusz Ścibior – bokser, zawodnik Motoru Lublin, mistrz Polski LZS w latach 50., uczestnik profesjonalnych MP 1964, po zakończeniu kariery trener w Avii Świdnik, urodzony w Bochotnicy[120][121].
- Jan Szymczyk (1945–2016) – bokser, zawodnik KS Lublinianka, dwukrotnie dochodził do 1/8 finału mistrzostw Polski[122], urodzony w Niemczech, mieszka w Bochotnicy.
- Stanisław Krasowicz (ur. 1950) – profesor nauk rolniczych, pracownik IUNG, mieszka w Bochotnicy[123].
- Agnieszka Pilaszewska (ur. 1965) – aktorka teatralna i filmowa, ma dom w Bochotnicy.